# Тайми, Адольф Петрович
Адольф Петрович Та́йми (фин. Adolf Taimi, до 1906 г. — Вастен (фин. Vasten); 21 сентября (3 ноября) 1881, Санкт-Петербург — 11 ноября 1955, Петрозаводск) — финский революционер, советский общественный и политический деятель, один из руководителей Красной гвардии, член ЦК КПФ, заместитель председателя Совета народных комиссаров Карело-Финской ССР, депутат Верховного Совета СССР, Верховного Совета Карело-Финской ССР (1947), депутат Петрозаводского горсовета.

## Биография
Окончил школу в Санкт-Петербурге (1896), Высшие технические вечерние курсы в Гельсингфорсе (1910—1912).
С 15 лет работал учеником разметчика, слесарем. В 1902 г. вступил в РСДРП, содержал конспиративную квартиру, участвовал в революции 1905‑1907 годов, за что подвергался гонениям со стороны российских властей, был сослан в Туруханский край.
Участвовал в гражданской войне в Финляндии на стороне красных, был комиссаром по военным делам в Совете народных уполномоченных Финляндии, главнокомандующим финской Красной Гвардией.
В эмиграции в РСФСР, с мая 1919 г. был верховным комиссаром продовольственных поездов, комиссаром штаба Петроградского укрепленного района, был членом ревтрибунала Петроградского военного округа
На IV съезде КПФ (июль-август 1921) избран членом ЦК и Политбюро ЦК КПФ.
С 1922 по 1923 гг. на партийной работе в Финляндии.
В 1924—1925 гг. — заместитель начальника коммерческого отдела треста «Югосталь» в Харькове.
С 1927 г. на нелегальной партийной работе в Финляндии. Был задержан властями, осуждён к 15 годам тюрьмы.
В мае 1940 г. освобождён и передан СССР.
В 1940—1947 заместитель Председателя СНК Карело-Финской ССР.
В 1947—1955 годах — Председатель Верховного Совета Карело-Финской ССР.
В 1947—1951 — заместитель заведующего исторической секцией Научно-исследовательского института культуры Карело-Финской ССР.
С 2 февраля 1950 г. — младший научный сотрудник Института истории партии при ЦК КП(б) КФССР — филиала института Маркса-Энгельса-Ленина.
Похоронен на Сулажгорском мемориальном кладбище в Петрозаводске.
В честь А. Тайми был назван средний рыболовный траулер СРТ-4373 «Адольф Тайми», построен в 1956, списан в 1982 гг..

## Семья
Брат — Александр Вастен.

## Награды
Награждён 2 Орденами Ленина, медалью «За доблестный труд».

## Сочинения
- Страницы пережитого / предисл. Г. Куприянова. — Петрозаводск: Госиздат Карело-Финской ССР, 1949. — 228 с.